# Wjatscheslaw Frolowitsch Lampejew

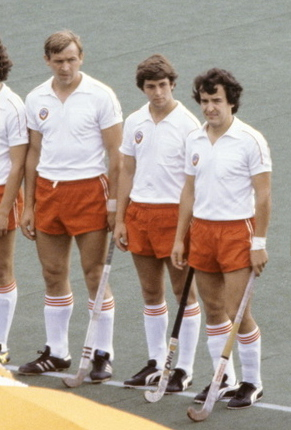
Wjatscheslaw Lampejew (links) 1980

Wjatscheslaw Frolowitsch Lampejew (russisch Вячеслав Фролович Лампеев; * 3. Januar 1952 in Uljanowsk; † 15. November 2003 in der Oblast Uljanowsk) war ein sowjetischer Hockeyspieler. Er gewann bei den Olympischen Sommerspielen 1980 mit der sowjetischen Nationalmannschaft die Silbermedaille.

## Karriere
Am Herrenwettbewerb bei den Olympischen Spielen 1980 in Moskau nahmen wegen des Olympiaboykotts nur sechs Mannschaften teil, die in der Vorrunde gegen jede andere Mannschaft antraten. Die Spanier belegten in der Vorrunde mit vier Siegen und einem Unentschieden den ersten Platz und traten im Kampf um die Goldmedaille gegen die in der Vorrunde zweitplatzierte indische Mannschaft an. Die Inder gewannen das Finale. Im Spiel um den dritten Platz traf die Auswahl der Sowjetunion auf die polnische Mannschaft und gewann mit 2:1. Lampejew war der Strafeckenspezialist der sowjetischen Mannschaft und mit neun Treffern ihr erfolgreichster Torschütze.
Lampejew war von 1976 bis 1980 in der sowjetischen Auswahlmannschaft aktiv. Auf Vereinsebene spielte er für Wolga Uljanowsk. 1970, 1971 und 1974 war er mit der Mannschaft sowjetischer Hockeymeister. Im Winter spielte er in der Bandy-Mannschaft seines Vereins, 1972 war er Zweiter bei den sowjetischen Meisterschaften, 1976 und 1977 Dritter. Nach dem Ende seiner aktiven sportlichen Karriere war er Bandy-Trainer.
2003 starb er im Alter von 51 Jahren bei einem Gebäudebrand in seinem Haus. Als Unfallursache wird ein schadhafter Ofen vermutet.